# فرانچسکو گلفو
فرانچسکو گلفو (انگلیسی: Francesco Golfo؛ زادهٔ ۵ سپتامبر ۱۹۹۴) بازیکن فوتبال است.
از باشگاه‌هایی که در آن بازی کرده‌است می‌توان به باشگاه فوتبال پارما اشاره کرد.